# Dvorníky
Dvorníky jsou obec v okrese Hlohovec v Trnavském kraji na západním Slovensku u řeky Váh. Žije v nich přibližně 2 000 obyvatel.

## Historie
První písemná zmínka o vesnice pochází z roku 1247.

## Přírodní poměry
Vesnice leží v nadmořské výšce 150 metrů na ploše 25,537 km². Do katastrálního území obce zasahuje část národní přírodní rezervace Dubník.

## Osobnosti
- Mikuláš Čordáš (1909–1976), československý důstojník, účastník Slovenského národního povstání, politický vězeň komunistického režimu